# Can't Say No
«Can't Say No» —en español: «No puedo decir no»— es el sencillo debut del cantante británico Conor Maynard. Fue lanzado primero el 2 de marzo de 2012 en Bélgica, como su sencillo debut, con un lanzamiento programado en el Reino Unido el 29 de abril de 2012. La canción es el primer sencillo de su álbum debut Contrast. La canción fue escrita y producida por The Invisible Men con producción adicional de The Arcade y también fue escrito por Sophie Stern, Jon Mills, Joe Dyer, Kurtis McKenzie y Maynard.

## Vídeo musical
Un vídeo musical para acompañar el lanzamiento de «Can't Say No», fue lanzado primero en YouTube el 1 de marzo de 2012 en una duración total de tres minutos y quince segundos. El vídeo sigue a Maynard, como se encuentra con sus amigos, ya que todos van a una fiesta.

## Recepción de la crítica
Lewis Corner del blog de Digital Spy dio a la canción una revisión positiva que indica:

'Can't Say No' es más que probable para establecer el muchacho nacido en Brighton por un camino similar [como Justin Bieber]. "Algunas chicas son traviesos, algunas chicas son dulces/Una de las cosas que tienen en común, todas ellas tienen poder sobre mí", él canta en el bajo zumbido y ritmos suaves, antes que las cosas caen en un coro bouncier apropiado al oído de un castillo inflable. De hecho, el resultado final es casi el mismo; Es juguetón, divertido y de inmediato te deja querer otra oportunidad..

## Lista de canciones
| Descarga digital |                |          |  |
| N.º              | Título         | Duración |  |
| 1.               | «Can't Say No» | 3:14     |  |

| EP digital y CD sencillo firmado (limitada a 500 copias) |                                        |          |  |
| N.º                                                      | Título                                 | Duración |  |
| 1.                                                       | «Can't Say No»                         | 3:14     |  |
| 2.                                                       | «Can't Say No» (Lazy J Radio Edit)     | 2:59     |  |
| 3.                                                       | «Can't Say No» (Document One Remix)    | 3:59     |  |
| 4.                                                       | «Can't Say No» (Drums of London Remix) | 3:54     |  |
| 5.                                                       | «Can't Say No» (Acoustic)              | 3:03     |  |
| 6.                                                       | «Crew Love»                            | 2:40     |  |

## Posicionamiento en listas
| Lista (2012)                                     | Máxima posición |
| ------------------------------------------------ | --------------- |
| Alemania (Offizielle Deutsche Charts)            | 63              |
| Australia (ARIA)                                 | 38              |
| Bélgica (Flandes) (Ultratop 50)                  | 35              |
| Bélgica (Valonia) (Ultratip Bubbling Under)      | 17              |
| Canadá (Canadian Hot 100)                        | 75              |
| Escocia (Scottish Singles Sales Chart)           | 3               |
| Irlanda (IRMA)                                   | 13              |
| Nueva Zelanda (Recorded Music NZ)                | 21              |
| Reino Unido (UK Singles Chart)                   | 2               |
| Reino Unido (UK Official Streaming Chart Top 100 | 16              |

## Historial del lanzamiento
| Región         | Fecha               | Formato                                            |
| -------------- | ------------------- | -------------------------------------------------- |
| Bélgica        | 2 de marzo de 2012  | Descarga Digital y Firmado CD Single (Reino Unido) |
| Reino Unido    | 15 de abril de 2012 | Descarga Digital y Firmado CD Single (Reino Unido) |
| Estados Unidos | 24 de abril de 2012 | Descarga Digital                                   |